# Julien Sorel
Julien Sorel è il protagonista del romanzo Il rosso e il nero di Stendhal, edito nel 1830. Nella stesura originale, l'opera avrebbe dovuto essere eponima.
Di origini modeste ma coltissimo, ammiratore di Rosseau e Napoleone, riesce a farsi strada passando dall'ambiente provinciale dell'immaginaria Verrières a quello di Parigi, garantendosi stima e affermazione sociale grazie al suo ruolo di homme fatale nei confronti di Madame de Rênal prima, moglie del ricco sindaco di Verrières, e successivamente innamorandosi della marchesina Mathilde de La Mole che mette incinta, guadagnandosi così il grado di tenente.
La fallita uccisione di Madame de Rênal lo porta ad essere incarcerato a Besançon, scegliendo di essere impiccato sul patibolo come un eroe audace e rivoluzionario.

## Descrizione del personaggio

### Primo volume

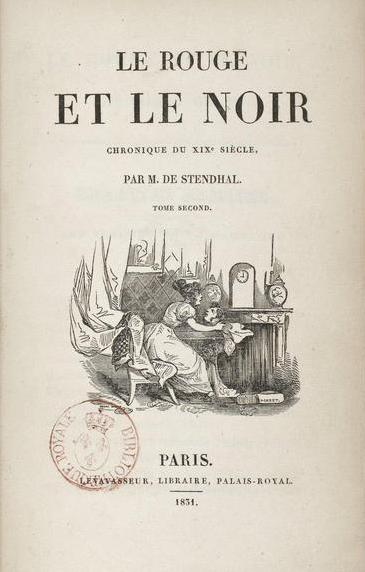
Frontespizio dall'edizione francese de "Il rosso e il nero", edito nel 1831

Giovane intelligente, bello e ambizioso, è originario di Verrières, piccolo borgo del Doubs, ambiente borghese e bigotto. Figlio di un falegname, deriso dal padre e dai fratelli per la sua debolezza fisica ("la sua corporatura esile, poco adatta al lavoro duro e così diversa da quella dei figli più grandi") e per i suoi gusti letterari, è affascinato da Napoleone sognando di imitarne le gesta narrate nel Memoriale di Sant'Elena.
Il latino appreso dal sacerdote del villaggio, l'abate Chélan, gli permette di diventare precettore dei figli del conservatore sindaco di Verrières, Monsieur Rênal. Inizia così la sua ascesa sociale, grazie alla quale si allontana dall'ambiente miserabile dell'infanzia stringendo rapporti con i più autorevoli consiglieri della provincia all'epoca della Restaurazione. Riconosce, però, di essere a suo discapito ancora un servo (paragonandosi spesso al Rousseau delle Confessioni), ed ambisce ad acquisire potere sociale attraverso il rosso dell'uniforme militare o il nero del clero (da qui il titolo del romanzo). Allo stesso modo il rosso può essere anche inteso come il colore della passione ed il nero come quello della morte.
Nel romanzo, Julien subisce anche un altro apprendistato: quello della seduzione, proprio come il giovane Rousseau, per via del suo incontro con Madame de Warens, notevolmente più anziana di lui. Julien, tuttavia, rifiuta le avances della cameriera e sceglie la sfida sociale di conquistare la dolce e fragile Madame de Rênal: il suo ardore romantico lo porterà al successo ma senza che Stendhal approfondisca chiaramente i suoi sentimenti per la Rênal.
Tuttavia, la scena all'inizio del romanzo, una serata in cui Julien si propone di cogliere la mano della Madame, illustra molto chiaramente la psicologia del giovane. La scena della seduzione è descritta, attraverso l'ironia stendhaliana, come una scena di battaglia: 
Per Julien, grande ammiratore di Napoleone, nessuna decisione è giustificata senza l'idea del combattimento. Il suo orgoglio si spiega proprio con l'ideale guerriero che qui traspare: tutto il romanzo è di conseguenza giustificato da questa scelta iniziale.

### Secondo volume

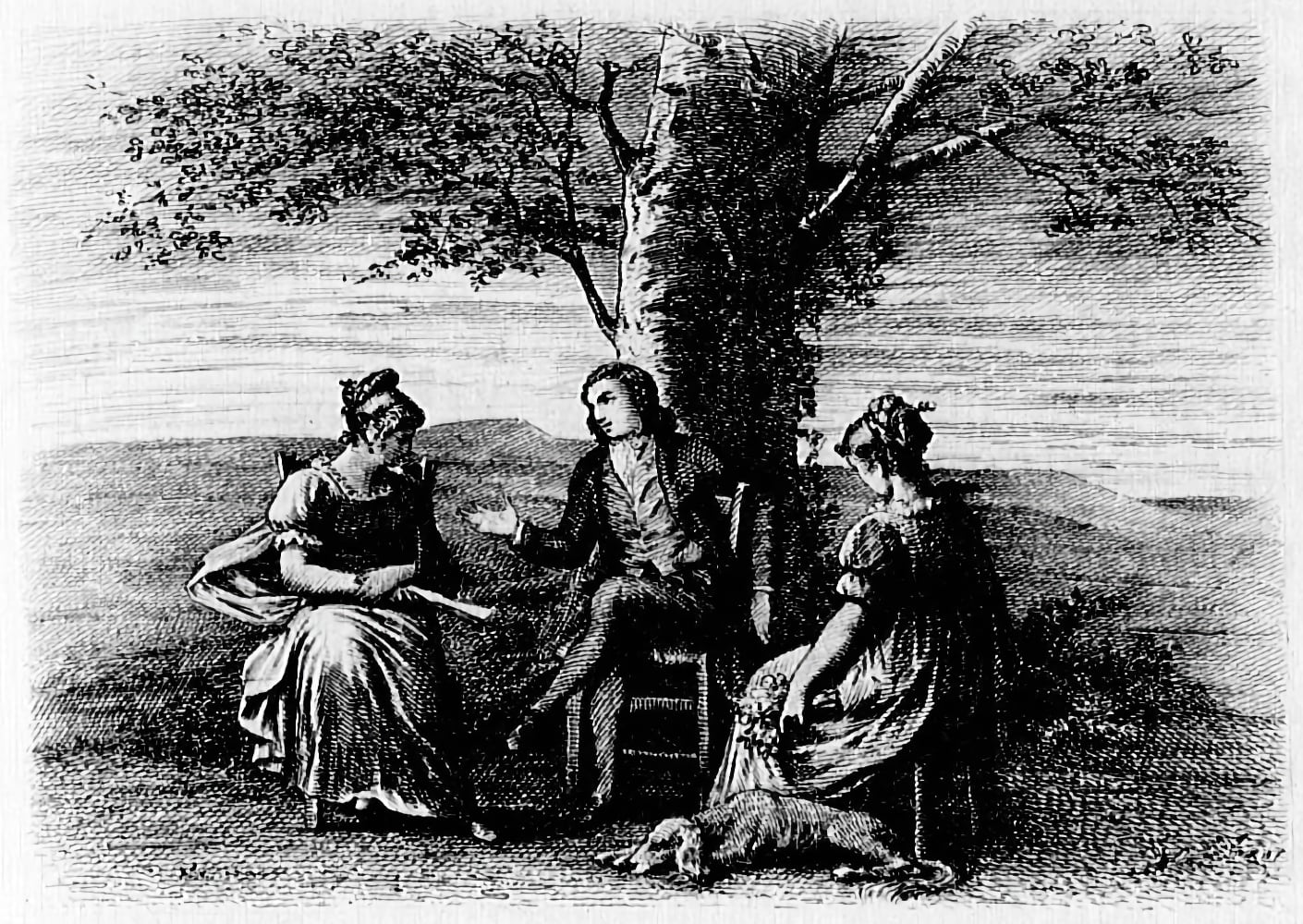
Illustrazione di Henri-Joseph Dubouchet per un'edizione del1884

Costretto dalla morale sociale, Julien lascia Verrières e un'afflitta Madame de Rênal. Passa dal seminario di Besançon e scopre i conflitti di potere nel clero prima di trovare una strada promettente  a Parigi dove diventa, quasi in concomitanza della rivoluzione di luglio, segretario del marchese de La Mole.
La sua intelligenza e la sua prodigiosa memoria lo portano a riscuotere un grande successo, sia nei salotti aristocratici di Parigi che nelle missioni diplomatiche all'estero. Ma a poco a poco sviluppa un amore contrastante con l'orgogliosa figlia del marchese, Mathilde de La Mole, molto innamorata di Julien. A detta di questi, Mathilde è desiderabile solo perché gli altri la desiderano: è infatti la posizione sociale di Mathilde che spinge il giovane ad accettare questa relazione. Rimasta Mathilde incinta, per evitare il disonore il marchese lascia in eredità una grossa somma di denaro a Julien, che viene nominato tenente degli ussari e nobilitato con il nome di Julien Sorel "de La Vernaye".
La vita del nuovo ufficiale verrà però sconvolta quando, nella chiesa di Verrières, tenta di uccidere Madame de Rênal, che è stata costretta dal suo confessore a denunciare al marchese l'immoralità del giovane. Recluso in prigione a Besançon, è visitato da colei che voleva uccidere in un incontro che riaccende la passione comune.
Julien si preoccupa anche di denunciare la giustizia di classe dei suoi giudici e si presenta come un rivoluzionario condannato per la sua audacia sociale, più che per il suo tentato omicidio. Si rifiuta così di chiedere la grazia e viene decapitato dignitosamente sul patibolo: morte osannata come la conseguenza della sua lotta, come se avesse avuto il controllo della sua vita fino alla fine.
Mathilde, imitando la sua antenata, fa della sua testa mozzata l'oggetto di un culto "romantico", mentre Madame de Rênal muore tre giorni dopo.

## Ispirazione

### Antoine Berthet
L’ispirazione principale è stata riconosciuta in Antoine Berthet, autore di un crimine alquanto scandaloso. Uomo di umili origini, ottenne una buona istruzione e fu assunto come tutore presso la famiglia Michoud; non si sa se, effettivamente, Berthet avesse o meno una relazione vera e propria con Madame de Michoud (come negò al processo), ma certamente sembra aver avuto un legame emotivo molto stretto con lei.
Ad un certo punto Berthet lasciò i Michoud e fu assunto come tutore dall’aristocratica famiglia dei Cordon, e di nuovo rimase coinvolto emotivamente, questa volta con la figlia Cordon. Dopo essere stato licenziato, per ragioni non del tutto chiare, Berthet giurò di uccidere Madame Michoud, così il 22 luglio 1827 entrò nella chiesa in cui lei stava pregando e le sparò, tentando anche di uccidersi.
Entrambi i tentativi fallirono, ma fu comunque giustiziato con la ghigliottina a Grenoble, città natale di Stendhal, nel febbraio 1828, all'età di 25 anni.
L'autore aveva appreso nella vicenda leggendo "La Gazette des Tribunaux", e probabilmente ne attinse la materia per il suo romanzo; si può facilmente notare quanto la vita di Julien Sorel di Stendhal rispecchi gli eventi della vita di Antoine Berthet. Una piccola raccolta di fascicoli su 'L'affaire Berthet' (compresi alcuni resoconti giornalistici del processo e dell'esecuzione), sono allegati all'edizione del romanzo edita nel 1997.

### Louis Jenrel
Julien Sorel stesso collega il suo nome a quello di Louis Jenrel, anche questo criminale il cui estratto nel suo diario parla di esecuzione, in cui Julien vedrebbe il compimento del proprio destino; il legame è rafforzato dal fatto che Louis Jenrel e Julien Sorel sarebbero anagrammi esatti.

## Psicologia del personaggio
La personalità di Julien di Stendhal presenta al suo interno impulsi e qualità contraddittorie. Julien condivide il suo carattere elegante e gentile con Madame de Rênal, mentre la sua aggressività ed il suo egoismo rivaleggiano con Mathilde, tuttavia Julien si configura, necessariamente, come una figura solitaria la cui esistenza deve essere goduta da solo.
È la solitudine, imposta dall'interno e dall'esterno, dell'individuo superiore che richiede agli altri il loro generoso e volontario sacrificio per il suo bene che emerge come il tratto dominante dell'eroe stendhaliano nonostante la sua dicotomia.
Tale eroe si dimostra degno del sacrificio fatto da altri dei "pochi felici" dalla sua osservanza di un codice personale ascetico di onore e moralità, nato e nutrito dalla rivolta. Julien, infatti, avrebbe trovato la felicità duratura con Madame de Rênal se non fosse stato un eroe stendhaliano. Affronta risolutamente la morte, essendo giunto alla certezza di essere stato fedele al suo codice morale.
Da diversi punti di vista, Julien quindi è un eroe del XX secolo. Rappresenta l'individuo alienato e contrapposto alla società, la cui viltà e corruzione offendono il suo idealismo e la sua integrità come individuo. Perché, infine, Julien sceglie l'idealismo invece del compromesso.
È una figura tragica e titanica insieme in quanto superiore alla forza che lo distrugge, e nella misura in cui ha assunto la propria morte, truffa perfino la ghigliottina; diversi critici hanno però sottolineato come sia possibile che i valori amorali di Julien siano più tollerabili dell'immoralità della società stessa che lo ha condizionato, costringendolo ad adottarli.

## Nella cultura di massa
La figura di Julien Sorel ha avuto notevoli riprese nella letteratura e nella cinematografia del ‘900, interpretato da:
- Ivan Mosjoukine nel film di Gennaro Righelli del 1927;
- Gérard Philipe nel film di Claude Autant-Lara del 1954;
- Robert Etcheverry nell’adattamento televisivo di Pierre Cardinal del 1961;
- Nikolaï Eremenko nel film di Sergueï Guerassimov del 1976;
- Ewan McGregor nell’adattamento televisivo della BBC di Ben Bolt del 1993;
- Kim Rossi Stuart nell’adattamento televisivo di Jean-Daniel Verhaeghe in onda sul canale TF1 nel 1997, con Carole Bouquet, Judith Godrèche e Claude Rich.